# Life on the Ropes
Life on the Ropes is het zevende studioalbum van de Amerikaanse punkband Sick of It All. Het album werd uitgegeven op 9 september 2003 via het platenlabel Fat Wreck Chords op cd en lp. Het is het laatste studioalbum en het op een na laatste album in totaal dat de band via Fat Wreck Chords heeft laten uitgeven.

## Nummers
1. "Relentless" - 2:24
2. "All My Blessings" - 1:48
3. "The Land Increases" - 1:38
4. "Paper Tiger (Fakin' the Punk)" - 2:08
5. "The Innocent" - 2:51
6. "Silence" - 2:38
7. "For Now" - 2:45
8. "View from the Surface" - 2:32
9. "Going All Out" - 2:29
10. "Rewind" - 2:21
11. "Shit Sandwich (Instra-Mental)" - 1:04
12. "Butting Heads" - 2:46
13. "Take Control" - 2:17
14. "Kept in Check" - 2:42
15. "On the Brink" - 2:26
16. "Trenches" - 3:33

## Band
- Lou Koller - zang
- Pete Koller - gitaar
- Craig Setari - basgitaar
- Armand Majidi - drums